# Fernand Guillou
Fernand Guillou (Montoire-sur-le-Loir, 16 de janeiro de 1926 - outubro de 2009) basquetebolista francês que integrou a seleção francesa que conquistou a medalha de prata nos XIV Jogos Olímpicos de Verão realizados em Londres no ano de 1948.